# Füzesabony
Füzesabony ist eine ungarische Stadt und Verwaltungssitz des gleichnamigen Kreises im Komitat Heves. Zur Stadt gehört der Ortsteil Pusztaszikszó.

## Geografische Lage
Füzesabony liegt im 17 Kilometer südlich des Komitatssitzes Eger. Nachbargemeinden sind Maklár, Szihalom, Mezőtárkány, Dormánd, Kál, Kompolt und Kerecsend.

## Geschichte
In Füzesabony-Gubakút wurde eine Siedlung der neolithischen Alföld-Linearkeramik aus dem 6. Jahrtausend ausgegraben. Füzesabony ist ferner der namensgebende Fundort für die spätbronzezeitliche Füzesabony/Otomani-Kultur. Im Jahr 1913 gab es in der damaligen Großgemeinde 824 Häuser und 5372 Einwohner auf einer Fläche von 7440  Katastraljochen. Sie gehörte zu dieser Zeit zum Bezirk Eger im Komitat Heves. 1989 erhielt Füzesabony den Status einer Stadt.

## Söhne und Töchter der Stadt
- Sándor Bíró (1911–1988), Fußballspieler
- János Szabó (* 1941), Politiker und Verteidigungsminister
- Sándor Holczreiter (* 1946), Gewichtheber

## Sehenswürdigkeiten
- 1848er-Denkmal, errichtet 1896
- Artesischer Brunnen (Artézi kút) aus dem Jahr 1930
- Gemälde Cantata Profana, im Kulturhaus; erschaffen 1973 von György Benedek
- Reformierte Kirche
- Römisch-katholische Kirche Keresztelő Szent János születése, erbaut 1731–1735
- Römisch-katholische Kapelle Nagyboldogasszony, im Ortsteil Vasúttelep
- Ruine einer Kapelle im Ortsteil Pusztaszikszó
- Skulptur Olvasó nő, erschaffen 1973 von Agamemnon Makrisz
- Trianon-Denkmal
- Weltkriegsdenkmal
- Zsigmond-Remenyik-Denkmal, erschaffen 1988 von Enikő Szöllőssy

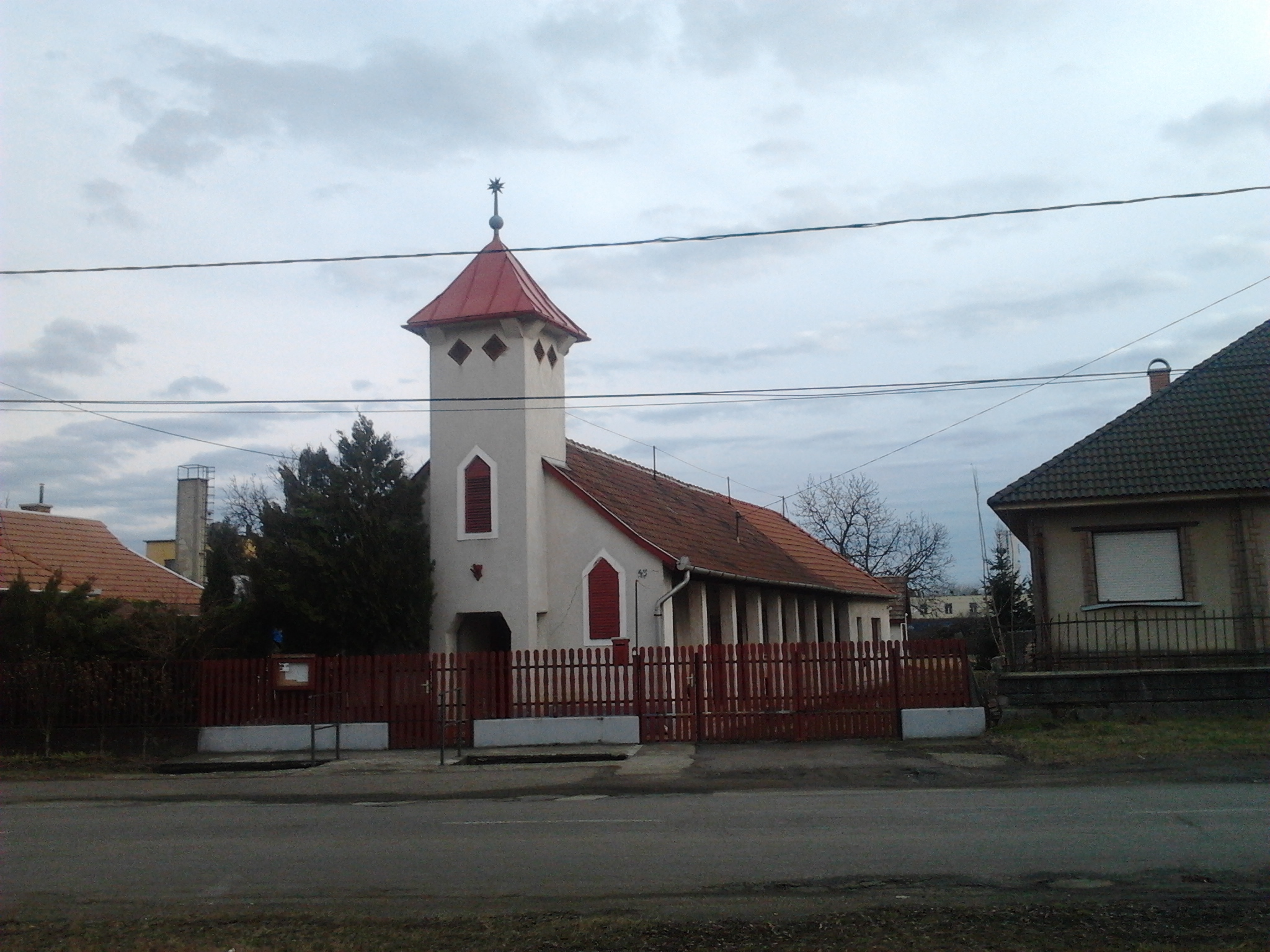
Reformierte Kirche
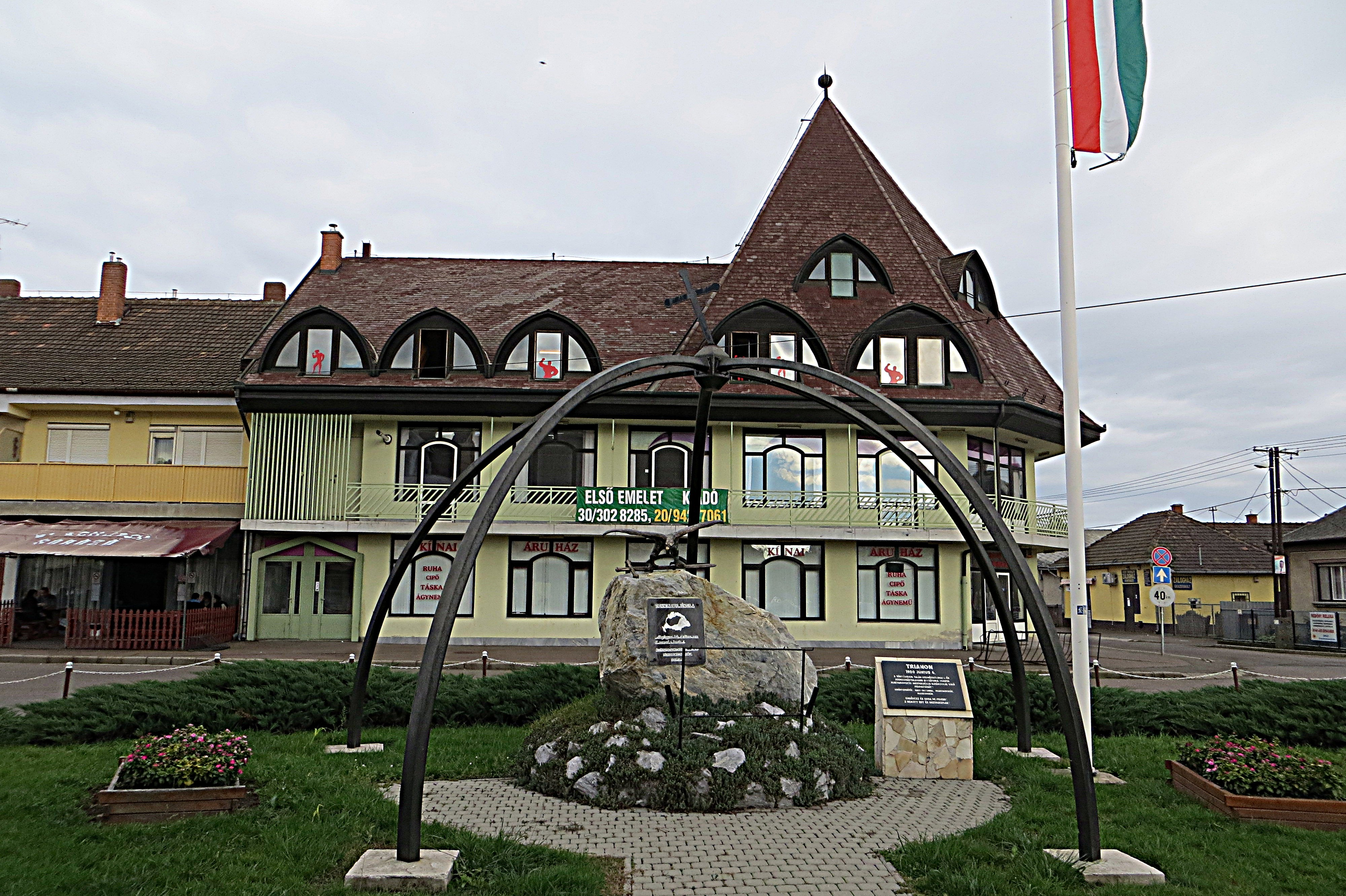
Trianon-Denkmal
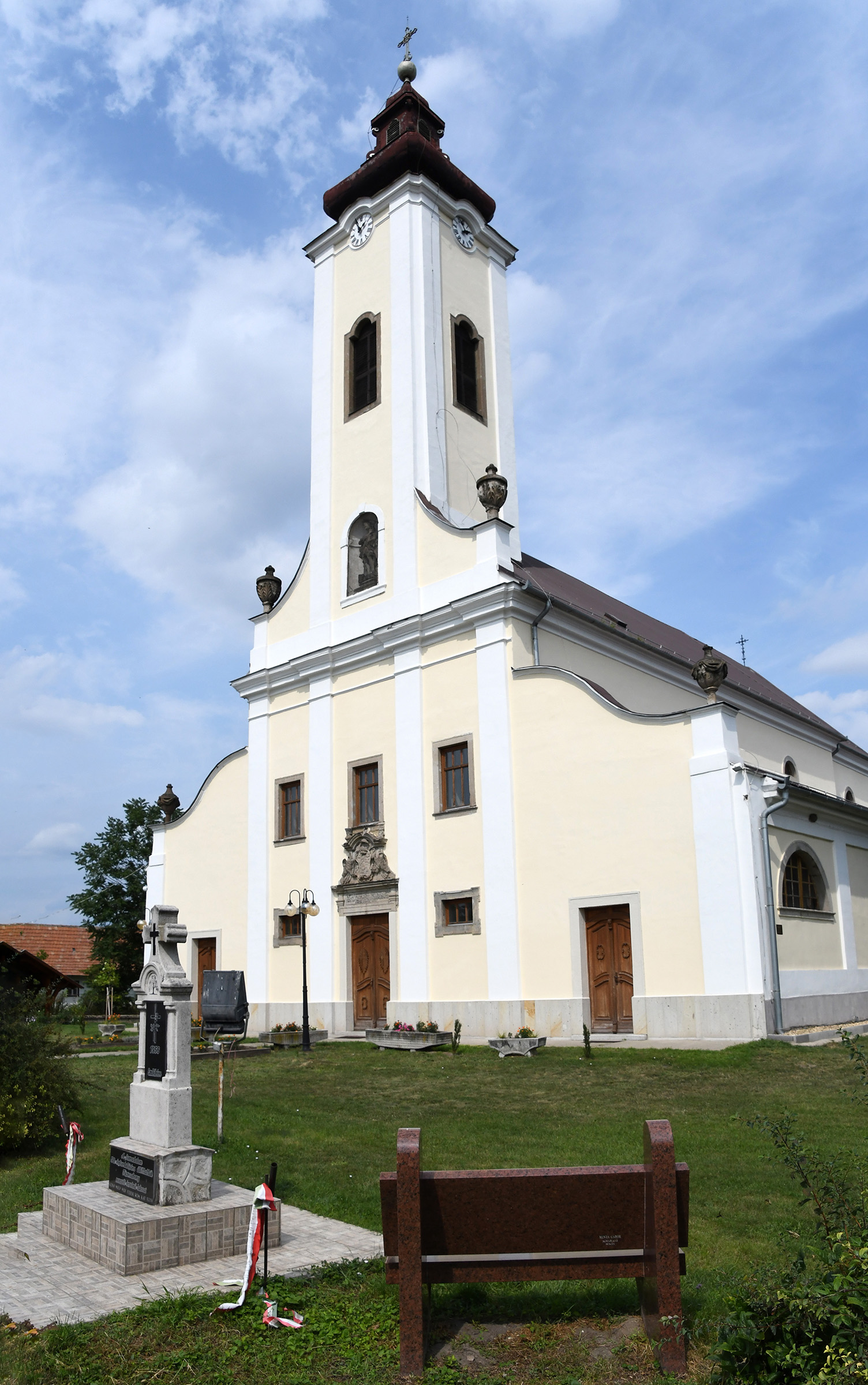
Römisch-katholische Kirche Keresztelő Szent János születése
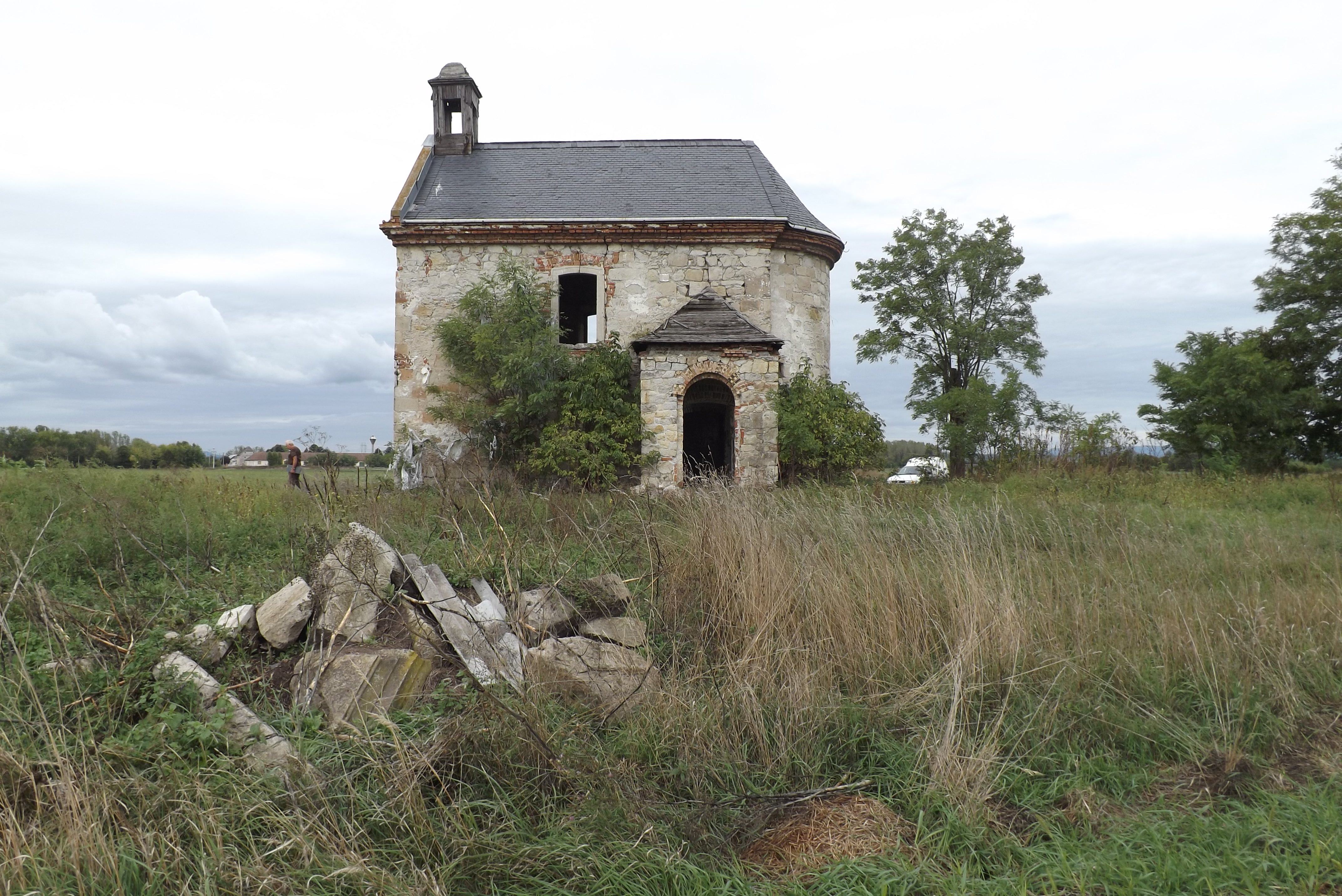
Ruine einer Kapelle im Ortsteil Pusztaszikszó
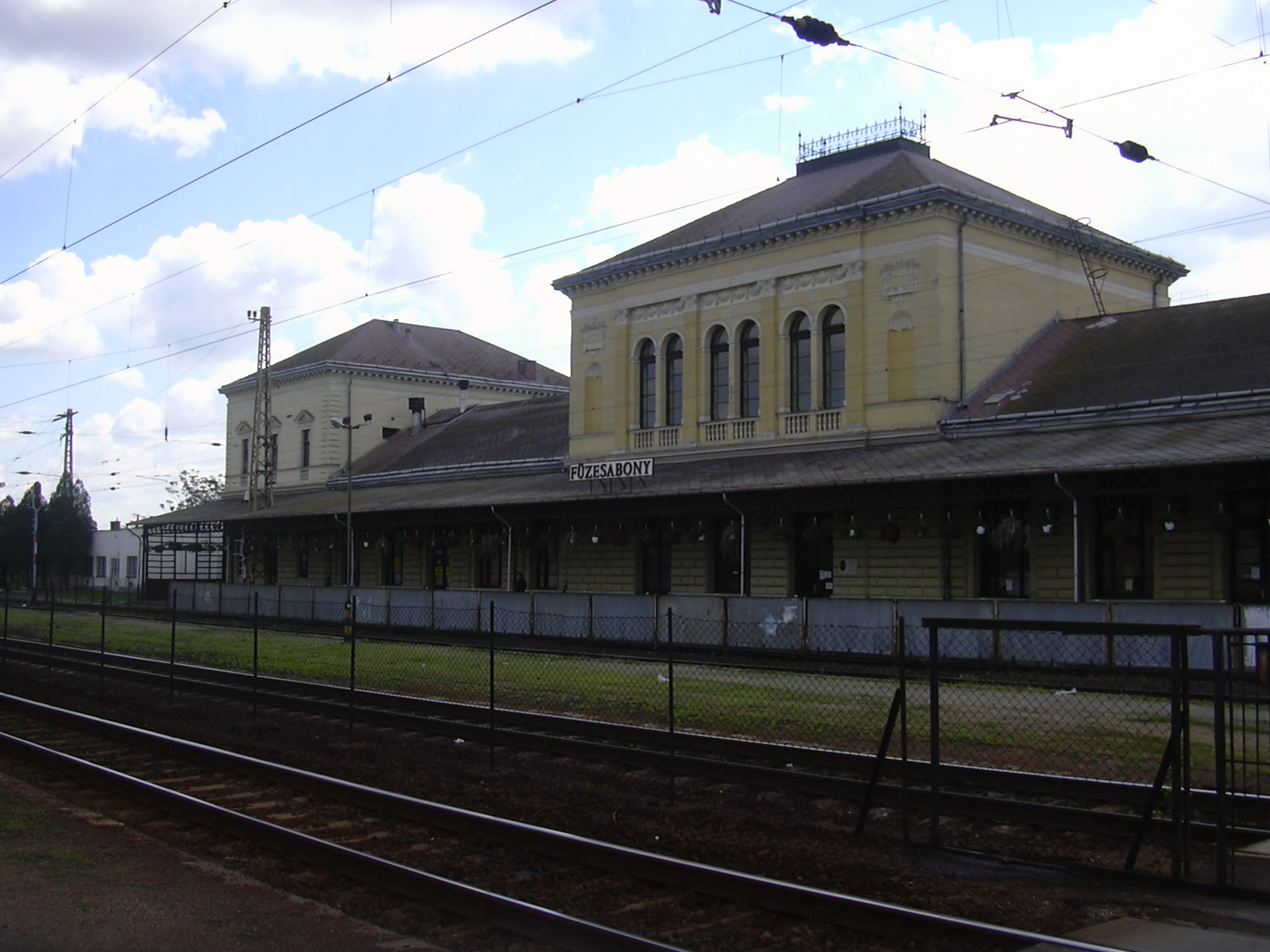
Bahnhof Füzesabony

## Verkehr
Südlich des Stadtgebietes verläuft die Autobahn M3. Der Bahnhof der Stadt liegt an den Eisenbahnstrecken Hatvan–Miskolc, Debrecen–Füzesabony und Füzesabony–Eger. Das Empfangsgebäude des Bahnhofes stammt aus dem Jahr 1893 und wurde von Ferenc Pfaff entworfen, welcher auch den Bahnhof Rijeka projektiert hatte. Weiterhin bestehen Busverbindungen nach Eger sowie über Poroszló, Tiszafüred, Hortobágy und Nagyhegyes nach Debrecen.